# جوستين هاينز
جوستين هاينز (بالإنجليزية: Heath Haynes) هو لاعب كرة قاعدة أمريكي، ولد في 30 نوفمبر 1968 في ويلينغ في الولايات المتحدة.

## وصلات خارجية
- جوستين هاينز على موقعبيزبول رفرنس.كوم (الدوري الرئيسي) (الإنجليزية)
- جوستين هاينز على موقعبيزبول رفرنس.كوم (الدوري الثانوي) (الإنجليزية)